# Vente de licences de logiciels
La vente de licence de logiciels est un procédé commercial où l'acheteur paie la conclusion d'un contrat de licence avec le producteur d'un logiciel. Ce dernier lui accorde alors l'autorisation d'utiliser le logiciel et conserve les droits d'auteur sur son produit. Ce procédé est utilisé pour faire du profit, notamment par de nombreux éditeurs de logiciels - les entreprises spécialisées dans ce type de produit.
Certains sont d'avis que les logiciels ne sont jamais vendus, tandis que d'autres croient plutôt que les licences de logiciels sont des ventes d'exemplaires. En effet, comme le droit d'utilisation n'existe pas en droit d'auteur, une lecture attentive de ces contrats permet de les qualifier en tant que contrats de vente ou de location d'exemplaires, puisque leur objet vise un ou plusieurs exemplaires destinés à être utilisés sur un ou plusieurs ordinateurs.
En lieu et place de cela ils sont l'objet de la conclusion d'un contrat de licence. Les licences dites shrink-wrap sont tacitement conclues lorsque l'acheteur déchire l'emballage pour en retirer le logiciel. L'argent récolté par la vente de contrats de licence sert au producteur pour couvrir les frais de recherche, de développement, de marketing, d'assistance technique liés au logiciel et pour générer une marge.
Les éditeurs de logiciels qui vendent des licences mettent l'accent sur les fonctionnalités de leurs logiciels et l'innovation, le code source d'un logiciel vendu sous licence est souvent considéré par son éditeur comme un élément stratégique. Il le maintient confidentiel en vue de ne pas exposer ses secrets de fabrication à la concurrence. Les logiciels open source sont ceux dont le code source est public et disponible gratuitement ou à faible coût, les clauses du contrat de licence de tels produits autorisent la modification du code source. Pour les produits open source les licences mises en vente comportent des prestations de service telles que la maintenance ou l'assistance technique.
La vente de licences est pratiquée depuis les années 1960. En 2011, il existe 77 000 éditeurs de logiciels aux États-Unis, et la vente de contrats de licence est à l'origine de 75 % du chiffre d'affaires de ces entreprises. Certains éditeurs de logiciels sont parmi les entreprises les plus grandes et les plus riches au monde.

## En droit
Reconnus dans de nombreux pays comme étant des œuvres intellectuelles, les logiciels sont protégés par les lois du droit d'auteur tout comme les films et les livres : sauf accord explicite, l'auteur est le seul à avoir le droit de modifier, de copier, de distribuer ou de vendre son logiciel. La licence est le contrat par lequel l'auteur stipule les droits qu'il accorde à autrui. Dans certains pays, les logiciels peuvent également être l'objet de brevets.
Lors de la vente, le paiement amène à la conclusion d'un accord de licence entre l'acheteur et le producteur ; un contrat qui donne au moins le droit à l'acheteur de se servir du logiciel. Le contrat de licence autorise généralement l'utilisation par une seule personne à la fois, rendant illégal le fait de copier le logiciel pour le mettre à disposition de tiers: Toute personne qui n'a pas obtenu de licence pour utiliser un tel logiciel est susceptible d'être poursuivie en justice par le producteur.
Le piratage est un délit répandu dans le monde entier, qui touche les logiciels dont les licences sont vendues : des organisations de contrebande offrent des logiciels à des utilisateurs sans qu'ils aient payé le contrat de licence qui leur donne le droit de s'en servir. La distribution de tels logiciels dits contrefaits (parfois aussi appelés warez) ferait perdre de l'argent aux entreprises qui produisent des logiciels: le nombre de licences vendues pour un logiciel est inférieur au nombre de copies en circulation et pourrait devenir insuffisant pour couvrir les frais occasionnés par la construction du logiciel.
Certains logiciels sont distribués en version d'essai et de démonstration. Un tel logiciel peut être distribué et utilisé gratuitement mais certaines fonctions clés ont été retirées et le logiciel fonctionne souvent pendant une durée limitée à quelques jours ; des limitations qui peuvent être supprimées par le payement d'une licence d'utilisation.

## Histoire
La vente de licences est pratiquée depuis les années 1960. En 2011, il existe 77 000 éditeurs de logiciels aux États-Unis, et la vente de contrats de licence est à l'origine de 75 % du chiffre d'affaires de ces entreprises. Certains éditeurs de logiciels utilisant ce modèle commercial sont parmi les entreprises les plus grandes et les plus riches au monde.
L'achat de licence est devenu populaire auprès des petites organisations et les particuliers en raison du coût modique par rapport au développement d'un logiciel spécifique. Les producteurs de tels logiciels sont souvent spécialisés dans un domaine d'activité en particulier.
Les entreprises du secteur public ou privé développent souvent elles-mêmes des logiciels spécifiques. L'acquisition d'une licence d'un logiciel développé par un éditeur est alors une alternative intéressante : un tel logiciel peut être obtenu plus rapidement, parfois à moindre coût qu'un logiciel spécifique, et nécessitait souvent moins de connaissances techniques. Si le logiciel est populaire, le client peut espérer qu'il a déjà été éprouvé en matière de fiabilité et de performance et il est possible d'obtenir de l'aide d'autres entreprises.
Dans les années 1960, les logiciels étaient créés par des programmeurs sur demande des clients. Le logiciel était mis à disposition du client après que celui-ci avait signé un contrat de licence avec le producteur. Le droit d'auteur s'applique aux logiciels depuis 1976. À la suite de la croissance du marché du logiciel, les producteurs se sont mis à pratiquer les licences sur emballage (anglais shrink-wrap license) : La licence est placée visiblement sous l'emballage plastique (shrink wrap), et le producteur considère que l'acheteur accepte le contrat de licence du moment qu'il déchire l'emballage pour en retirer le logiciel. Un tel procédé ne nécessite pas de signature du consommateur et permet de distribuer le logiciel par le commerce de détail.
Les éditeurs de logiciels, qui vendent des licences, mettent l'accent sur les fonctionnalités de leurs logiciels et l'innovation, le code source d'un logiciel vendu sous licence devient alors pour l’éditeur un élément stratégique. Ne pas le diffuser lui permet de contrôler plus facilement le logiciel et permet d'éviter de diffuser certains de ses secrets de fabrication à la concurrence.
Dans les logiciels libres ou open source, le code source du logiciel est mis à disposition des destinataires du logiciel, souvent gratuitement ou à faible coût, rendant possible d'être revu et amélioré collectivement par des programmeurs indépendants. La licence de tels produits autorise d'examiner, de modifier et de redistribuer le code source. Les stratégies commerciales autour de tels produits consistent à la vente liée de produits open-source avec du matériel informatique ou avec d'autres logiciels ainsi que la vente de contrats de licence comportant des prestations de service telles que la maintenance, l'assistance technique ou la programmation. Certains auteurs vendent les licences pour la dernière édition de leur produit, tout en distribuant les éditions précédentes gratuitement sous licence open source. Linux, un des plus célèbres logiciels open source, fait l'objet de vente de licences[pas clair].
Dans les années 2000, le marché du logiciel open source est en croissance régulière, et la qualité, la richesse et le coût généralement bas fait une pression toujours plus forte sur le marché du logiciel commercial. Des collectivités, déçues par les coûts plus élevés et la qualité inférieure des logiciels commerciaux, notamment ceux de Microsoft, les abandonnent au profit de produits open source bon marché tels que Linux.